# Vargas (Cantabria)
Vargas es una localidad del municipio de Puente Viesgo (Cantabria, España). En el año 2023 contaba con una población de 1.611 habitantes (INE). La localidad se encuentra a 60 metros de altitud sobre el nivel del mar, y a 2,8 kilómetros de la capital municipal, Puente Viesgo.

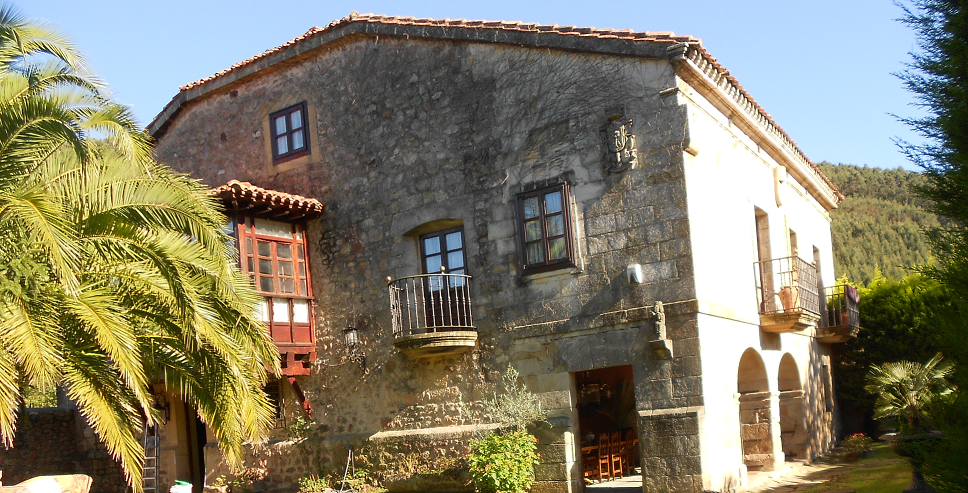
Palacio del marqués del Castañar en Vargas

En esta localidad, atravesada por el río Pas, se encuentra el palacio del Marqués del Castañar, del año 1774. Además, en 1833, en el ámbito de las Guerras Carlistas se sucedió en los alrededores de Vargas la batalla homónima. Es posible que en esta localidad nació el militar Juan de Vargas.